# Le Miracle des loups
Le Miracle des loups er en fransk stumfilm fra 1924 instrueret af Raymond Bernard.

## Medvirkende
- Jean-Emile Vanni-Marcoux som Charles le Téméraire
- Charles Dullin som Le roi Louis XI
- Yvonne Sergyl som Jeanne Fouquet
- Romuald Joubé som Robert Cottereau
- Armand Bernard som Bische
- Ernest Maupain som Fouquet
- Fernand Mailly som Philippe Le Bon
- Gaston Modot